# Hatem Ben Arfa
Hatem Ben Arfa, född 7 mars 1987 i Clamart, Frankrike, är en fransk fotbollsspelare av tunisisk härkomst. Ben Arfa spelar oftast offensiv yttermittfältare.

## Klubbkarriär
Ben Arfa inledde sin professionella karriär med spel i de franska klubbarna Lyon och Marseille. Inför säsongen 2010-2011 lånades han ut till den engelska klubben Newcastle. I sin fjärde ligamatch för sin nya klubb bröt Ben Arfa skenbenet och vadbenet i sitt vänstra ben efter en tackling från Manchester Ciyts Nigel de Jong. I januari 2011 skrev Ben Arfa på ett kontrakt över fyra och ett halvt år med Newcastle efter att klubben utnyttjat en klausul om att köpa loss honom från lånekontraktet. Inför säsongen 2014/2015 blev han utlånad till Hull City.
Den 2 september 2018 värvades Ben Arfa av Rennes. Den 28 januari 2020 värvades Ben Arfa av Valladolid, där han skrev på ett halvårskontrakt. Den 7 oktober 2020 värvades Ben Arfa av Bordeaux. Den 19 januari 2022 gick Ben Arfa på fri transfer till Lille, där han skrev på ett halvårskontrakt.

## Landslagskarriär
Ben Arfa debuterade i det franska landslaget i oktober 2007. Dessförinnan hade han fått erbjudande om att spela VM 2006 för Tunisien men tackat nej.